# Takumi Kamijima
Takumi Kamijima (上島 拓巳?, Kamijima Takumi; Chiba, 5 febbraio 1997) è un calciatore giapponese, difensore dell'Avispa Fukuoka.

## Palmarès

### Club

#### Competizioni nazionali
- J2 League: 1

Kashiwa Reysol: 2019
- Supercoppa del Giappone: 1

Yokohama F·Marinos: 2023